# Біля застави «Червоні камні»
«Біля застави „Червоне каміння“» — радянський дитячий художній фільм 1969 року, знятий режисером Шаріп Бейсембаєв на кіностудії «Казахфільм».

## Сюжет
Біля застави «Червоні камні» влітку зустрілися троє хлопців: онук табунника, його двоюрідний брат, який приїхав на канікули з міста та донька начальника прикордонної застави. Але коли на зміну іграм та витівкам приходить реальна небезпека, хлопці проявили себе як справжні прикордонники.

## У ролях
- Валерія Асирбєкова — Оля
- Нуржан Журтанов — Танат (дублювала Марія Виноградова)
- Болат Калимбетов — Кабиш
- Каукен Кенжетаєв — дід
- Сабіра Майканова — бабуся (дублювала Марія Виноградова)
- Нуржуман Іхтимбаєв — Толеген
- Олег Мокшанцев — Можаєв, капітан, командир застави, батько Олі
- Чапай Зулхашев — Сабітов
- Костянтин Тиртов — дядько Льоша
- Віктор Подтягін — «геолог»
- М. Андрєєв — епізод
- Ю. Вахомський — епізод
- Ю. Жмаєв — Жмаєв, єфрейтор, прикордонник
- Н. Курбатова — епізод
- А. Мазявкін — Мазявкін, прикордонник
- Євген Попов — табунник
- Б. Хабіров — епізод
- В. Голишкін — Голишкін, прикордонник
- Алібек Іщанов — епізод
- М. Кудрявцев — епізод
- Н. Потапов — епізод
- А. Скачков — епізод

## Знімальна група
- Режисер — Шаріп Бейсембаєв
- Сценарист — Семен Листов
- Оператор — Марат Дуганов
- Композитори — Олександр Зацепін, Владислав Букін
- Художник — Віктор Тихоненко